# 碩督縣
碩督縣，在西康省恩達縣西470里。土名碩般多。為察木多至西藏要道，又為青海之捷徑。
清代設糧台於此，有正副營官，枕山臨河，地據形勝，築土甃石為城，僧眾蕃民皆在城內；宣統二年（1910年）,駐藏大臣聯豫於此設碩板多理事官，民國初設置碩督府，尋改為碩督縣，屬川邊特別區域，十四年（1925年），改屬西康特別區域，國民政府成立，廢道，直屬西康省政府。縣治在碩布楚河右岸，即今西藏自治區洛隆縣(孜托)西北碩般多城（碩督鎮），有城郭，洞門高敞，碉樓峻峭，環以長垣，儼然雄鎮。人民住於城內，建有房屋，迥異番居。境內金礦稱盛，煤、鐵、銅等礦及森林亦富，惟交通不便，有待開發。